# Langs moeders graf

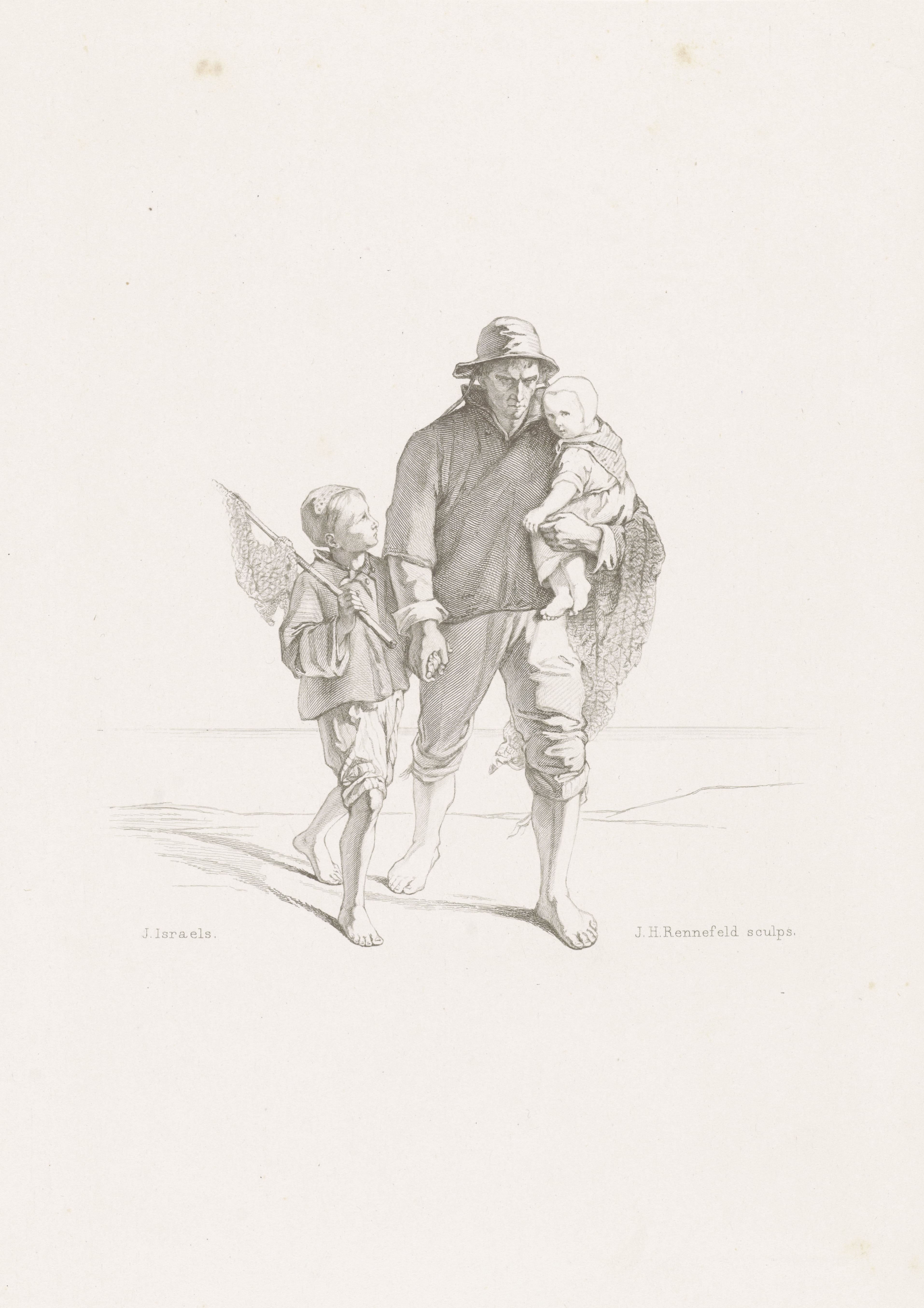
Gravure van J.H. Rennefeld

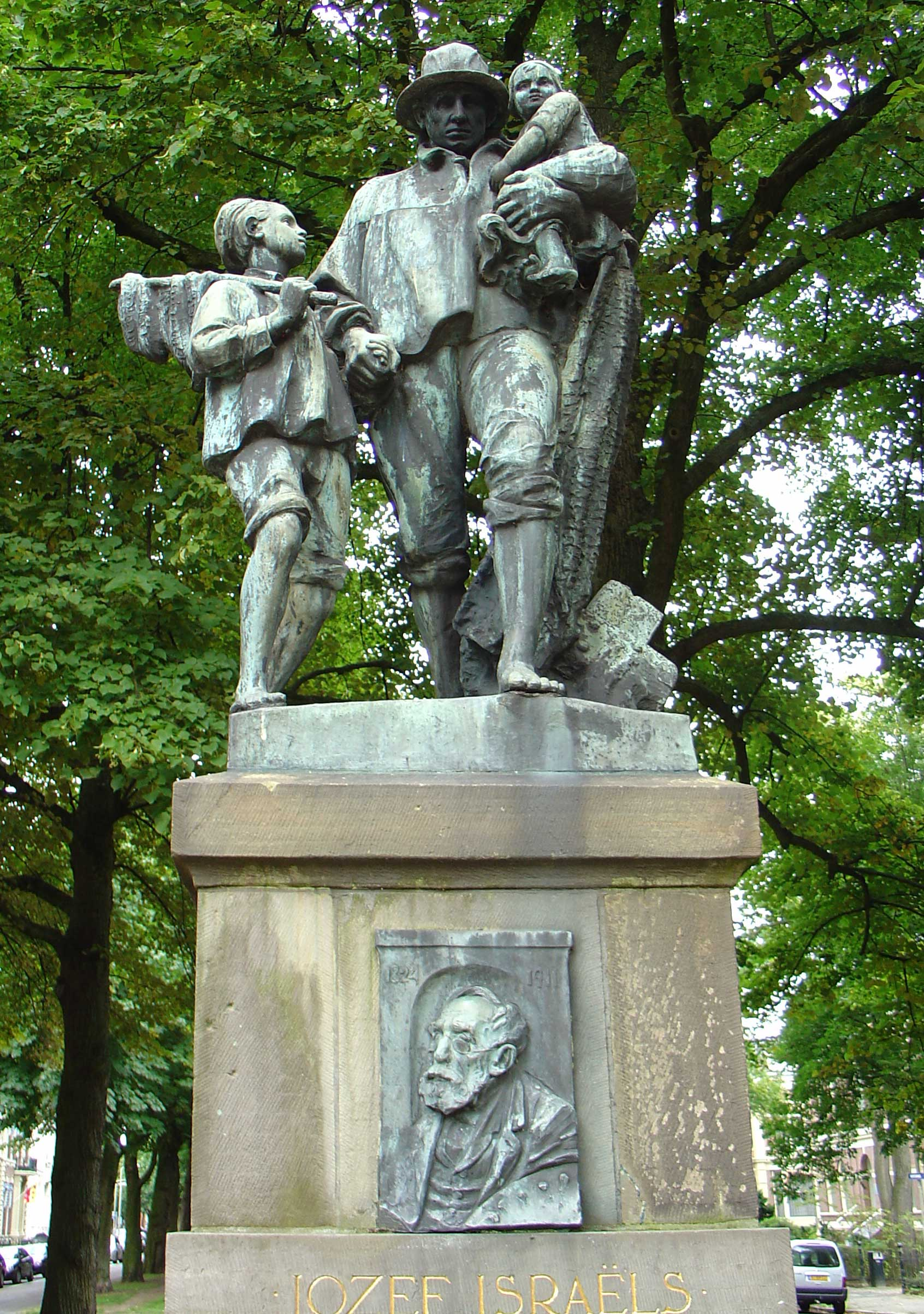
Monument in Groningen

Langs moeders graf is de naam van een 19e-eeuws schilderij van Jozef Israëls, dat model stond voor een gedicht van Nicolaas Beets en een monument van Abraham Hesselink.

## Schilderij
Jozef Israëls (1824-1911), schilder uit de Haagse School, maakte voorstellingen van eenvoudige mensen, zoals uit het vissersleven in Zandvoort. In 1856 maakte hij een van zijn eerste schilderijen met vissers als onderwerp, dat De Zandvoortse visser of Langs moeders graf werd genoemd. Het is met z'n lengte van ruim 2 meter een bijzonder groot werk voor een genrevoorstelling.
Op het schilderij is een visser afgebeeld, die met zijn dochter op de arm en zijn zoon aan de rechterhand langs het graf van zijn overleden vrouw loopt.
De schilder Vincent van Gogh bekeek het schilderij van Israëls in 1885 in het Rijksmuseum. Hij schreef over zijn bezoek onder andere "Wat is het een genot zo'n Frans Hals te zien - wat is 't heel wat anders dan de schilderijen -er zijn er zo veel- waar zorgvuldig alles op dezelfde wijze is gladgestreken... er is een heel wat gezonder en degelijker techniek in Israëls, b.v. als in dat heel oude doek De visser van Zandvoort met prachtig clair-obscur, dan de techniek van hen die overal even glad, plat en gedistingeerd door hun blik-koude kleur zijn. De visser van Zandvoort, hang die gerust naast een oude Delacroix, La barque du Dante, en 't is dezelfde familie."
Het schilderij is eigendom van het Stedelijk Museum in Amsterdam, maar het is in langdurig bruikleen gegeven aan het Groninger Museum.

## Gedicht
Nicolaas Beets (1814-1903) was een Nederlandse predikant en dichter. In 1861 gaf hij een boek uit getiteld De kinderen der zee. Schetsen naar het leven aan onze Hollandsche stranden door Jozef Israëls. In dit boek onder andere een gravure van J.H. Rennefeld naar het schilderij van Israëls.
Beets schreef in 1872 het gedicht Langs moeders graf of Verhaal van Krelis:

‘t Was de eerste thuiskomst na haar sterven;

We haalden hem van boord.

Hij pakte ons honderd werven,

Maar sprak geen enkel woord.

Een tijd lang stond hij in gedachten

En zag ons zwijgend aan;

Op eenmaal kreeg hij moed en krachten,

En zeide: ”Laat ons gaan”

Het kleine Stijntje werd gedragen,

Ik bij de hand gevat,

Op eens de Kerkstraat ingeslagen,

In plaats van ‘t Achterpad.

Verwondring heb ik niet doen blijken;

Benepen zweeg ik stil;

En ik had het hart niet op te kijken,

Al had ik ook den wil.

Maar toen wij langs het kerkhof togen,

Zijn hand de mijne neep,

Zag ik hem met vochtige ogen,

Ten blijk dat ik ‘t begreep.

“Had ik dien blik maar niet geslagen!”

Herhaal ik duizend keer:

‘t Gelaat dat toen mijn ogen zagen,

Vergeet ik nimmermeer.

## Monument
Direct na Israëls' overlijden in 1911 waren er al plannen om een monument in zijn geboorteplaats Groningen op te richten. Op initiatief van het Groninger schildersgenootschap Pictura kregen in 1921 de Amsterdamse beeldhouwers Joseph Mendes da Costa en Abraham Hesselink de opdracht een monument te ontwerpen. Hesselink maakte een driedimensionaal ontwerp dat is gebaseerd op Israëls' schilderij Langs moeders graf. Zijn ontwerp mocht worden uitgevoerd en in 1922 werd het beeld geplaatst aan het Hereplein in Groningen.
Het beeld werd in 1943 door NSB'ers vernield omdat Israëls joods was. De brokstukken werden vervolgens door de directeur van de gemeentereiniging in veiligheid gebracht. Na de oorlog werden de vernielingen hersteld onder leiding van beeldhouwer Willem Valk. Op 10 augustus 1946 werd het monument door burgemeester Cort van der Linden opnieuw onthuld.